# 与謝天橋立インターチェンジ
与謝天橋立インターチェンジ（よざあまのはしだてインターチェンジ）は、京都府宮津市にある山陰近畿自動車道のインターチェンジである。
開通前は仮称として、野田川岩滝ICの名で事業が進められた。

## 道路
- E9 山陰近畿自動車道（宮津与謝道路）

## 歴史
- 2011年3月12日 : 与謝天橋立IC - 宮津天橋立IC間開通に伴い供用開始[2]
- 2016年10月30日 : 京丹後大宮IC - 与謝天橋立IC間開通[3]

## 接続道路
- 国道176号
- 国道312号

## 管轄
- 京都府道路公社 管理事務所

## 周辺
- 宮津与謝消防本部
- 宮津市立吉津小学校
- 京都丹後鉄道岩滝口駅
- 京都丹後鉄道与謝野駅

## 隣
E9 山陰近畿自動車道（宮津与謝道路）
京丹後大宮IC - 与謝天橋立IC - 宮津天橋立IC